# Патернополи
Патернополи (итал. Paternopoli) — коммуна в Италии, располагается в регионе Кампания, в провинции Авеллино.
Население составляет 2716 человек, плотность населения составляет 151 чел./км². Занимает площадь 18 км². Почтовый индекс — 83052. Телефонный код — 0827.
Покровителем коммуны почитается святитель Николай Мирликийский, чудотворец, празднование 6 декабря.